# 無コノイド綱
無コノイド綱（むこのいどこう、Aconoidasida）はアピコンプレックス門に属する綱の1つ。赤血球や白血球に寄生する真核単細胞生物の一群で、代表的なものとしてマラリア原虫などがある。

## 特徴
多くは血球中に寄生して吸血動物に媒介される寄生虫である。基本的にはコクシジウム類と似た特徴を持っているが、常に宿主動物の体内に留まり環境中に出ることがないため、壁に包まれ環境耐性を示すいわゆる胞子の状態がない。アピコンプレックス門の生物が持っているアピカルコンプレックスという細胞内構造のうち、無性世代においてはコノイド（円錐体）が存在しないことが名の由来である。

## 分類
アピコンプレックス門の下位分類は分子系統解析による再検討が行われている段階である。無コノイド綱は分子系統解析の導入以前に微細構造に基づき設定されたものであるが、主要な生物群のみを扱う限りにおいては分子系統解析でも比較的安定的なクレードを形成する。
無コノイド綱の下には3目を置く。
- 住血胞子虫目 Haemosporida Danilewsky, 1885
主に吸血昆虫を媒介者とする。脊椎動物の血管中に生殖母体が生じ、昆虫の消化管内で有性生殖を行う。この際に一過的にだがオーシストが形成され、その中に多数のスポロゾイトができる。マラリア原虫やロイコチトゾーンが代表的。
- ピロプラズマ目 Piroplasmida Wenyon, 1926
主にダニを媒介者とする。少なくともいくつかの種ではダニの消化管内で有性生殖を行っており、微小管束を含む長い突起を伸ばした特異な形態の配偶体が現れる。オーシストは形成されず、唾液腺において多核で不定形のスポロントから多数のスポロゾイトが生じる。バベシアおよびタイレリアが知られている。
- ネフロマイセス目 Nephromycida Cavalier-Smith, 1993[2]
生活環の大部分を細胞外で過ごす。自身の細胞内に共生バクテリアを持っている。フクロボヤ科(Molgulidae)の腎嚢(renal sac)に共生しているネフロマイセス(Nephromyces)[3]、および幅広いホヤの血球に寄生するCardiosporidium cionae[4]が知られている。

### 経緯
古くは原生動物門胞子虫綱血虫目に分類され、1950年ごろまではそれを踏襲していた。しかし当時はピロプラズマ類に明確な有性生殖が認められなかったため住血胞子虫から区別されるようになり
、一時は肉質虫に移されたほどである。その後、電子顕微鏡観察によってアピカルコンプレックスという共通の細胞構造が見出されると、無性世代においてコノイドを欠くという共通点で1つの分類群にまとめられた。